# Janusz Cegliński
Janusz Cegliński (Danzica, 6 aprile 1949) è un ex cestista polacco.

## Carriera
Con la Polonia ha disputato i Giochi olimpici di Monaco 1972 e due edizioni dei Campionati europei (1971, 1973).

## Palmarès
- Campionato polacco: 4

Wybrzeże Danzica: 1970-71, 1971-72, 1972-73, 1977-78
- Coppa di Polonia: 3

Wybrzeże Danzica: 1976, 1978, 1979